# Casa a Auvers

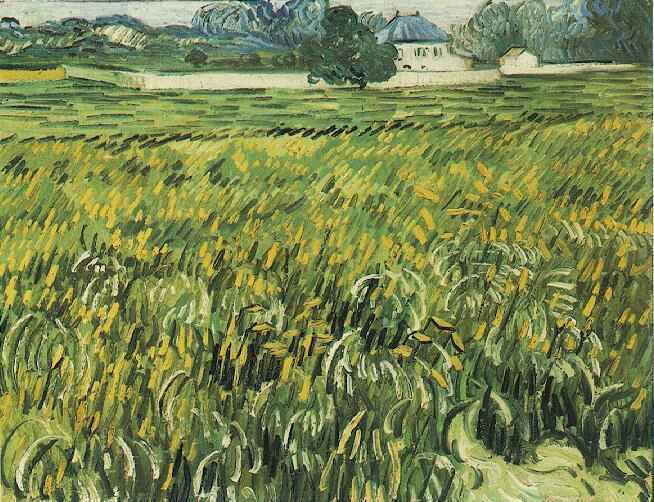
Quadre 'Casa a Auvers' al detall.

Casa a Auvers (House at Auvers en anglès) és una obra de Van Gogh (1890) exposada al The Phillips Collection. Van Gogh usà la tècnica de pintura a l'oli per elaborar aquesta obra. Van Gogh pintà també diverses cases d'Auvers.